# Nowe Warpno (stacja kolejowa)
Nowe Warpno – zlikwidowana stacja kolejowa w Nowym Warpnie, w województwie zachodniopomorskim, w Polsce.